# Ніколо Марчелло
Ніколо Марчелло (італ. Nicolò Marcello) — 69-й венеційський дож у 1473—1474 роках.

## Біографія
Належав до патриціанського роду Марчелло. Син Джованні Марчелло з гілки Сан-Марина. Історики описують Марчелло як вкрай благочестиву людину. Замолоду присвятив себе торгівлі, чим тривалий час займався тривалий час у Дамаску. У 1427 році він одружився з Б'янкою ді Франческо Барбаріго, овдовівши, у 1438 році він пошлюбив Контаріну ді Донато Контаріні. Того ж року він фактично розпочав свою політичну кар'єру з призначення на посаду офіцера митниці Пунта-делла-Догана (22 червня 1438 року). 13 травня 1440 року його було обрано до нового Расона (мав обов'язки бухгалтерського контролю над усіма адміністраторами, які керували державними коштами). 
16 липня 1441 року він став байло Трапезунда, куди він дістався лише 1442 року. 19 грудня 1445 року він був суддею старого Расона, а 14 квітня 1448 року став подестою та капітаном Фельтре. Повернувшись до Венеції, 14 березня 1450 року його обрали сенатором, а 26 липня він прийняв командування мудою (торгівельним караваном) Бейрута. 27 грудня 1451 року його було призначено подестою Тревізо. Після закінчення свого мандату, 1 жовтня 1453 року, він увійшов до Малої ради як радник округу Кастелло, а 6 грудня був кооптований до складу Ради десяти, де працював над переглядом міського земельного кадастру.
У 1454-1455 роках був подестою в Брешії і 1456-1458 роках — Верони. Надалі — надзвичайний посол до Неаполя, комісар палат (1458), губернатор доходів (1459), член дзонту Ради десяти (1460), капітан Верони (1461). Очолював Раду Десяти. 13 березня 1466 року стає вищим прокуратором Святого Марка. У 1468 році він брав участь у процесії після знахідки в скарбниці Святого Марка цвяху з Істинного Хреста; наступного року він зустрів імператора Фрідріха III; У 1473 році він був присутній на весіллі Ерколе I д'Есте та Елеонори Арагонської від імені Венеції.

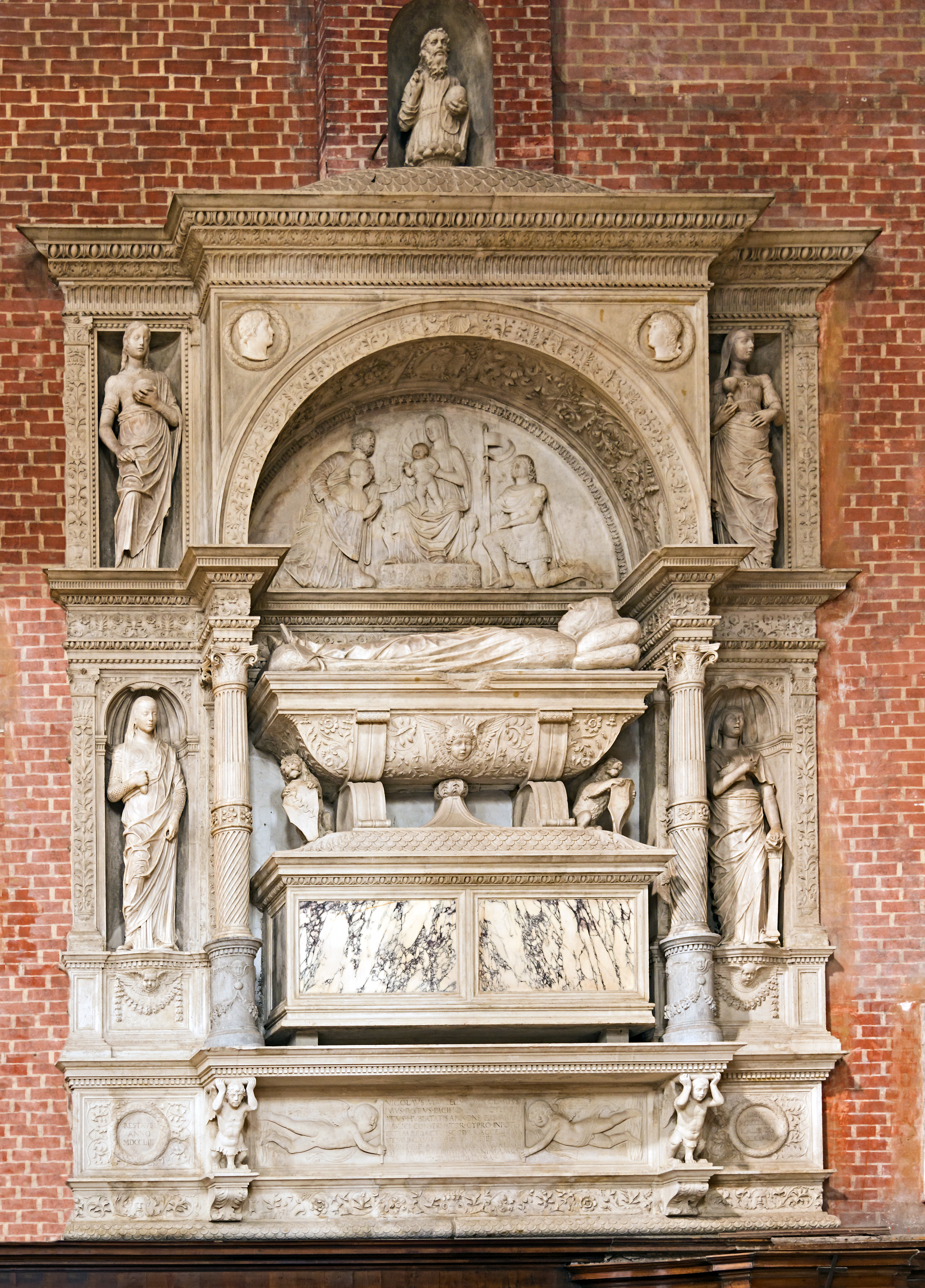
Могила Ніколо Марчелло

На посаду дожа Ніколо був обраний 28 червня 1473 року у віці 74 років. Після обрання почав проводити розважливу економічну політику, карбував нову валюту срібну півліру, яку  назвали «марчелло».  При його правлінні скарби Сан-Марко примножилися і закріпилися.
У 1473 році король Кіпру Жак II несподівано помирає. Молода королева Катерина Корнаро залишається одна. У результаті змови іспанських радників королеви, що спробували зробити переворот, гине дядько і небіж Корнаро. Дож Ніколо Марчелло направляє до берегів Кіпру ескадру, очолювану П'єтро Моченіго. Зрадникам вдається втекти, їх сподвижників стратять. Після цього островом фактично починають керувати провісник і два радники-венеційця, призначені дожем. 
У роки правління дожа триває військове протистояння з Османської імперією. Перемоги чергуються з поразками. У травні 1474 року місто Шкодер з венеційським гарнізоном під командуванням Антоніо Лоредано був обложений 80-тисячною турецькою армією під командуванням Хадіма Сулеймана-паші. Залога стійко трималася до середини серпня, коли під тиском ескадри П'єтро Моченіго османи зняли блокаду. Разом з тим продовжував спроби почати перемовини з Ахматом, ханом Великої Орди, та польським королем і великим князем литовським Казимиром IV щодо створення антиосманського союзу. 
Ніколо Марчелло помер від серцевого нападу і був похований в церкві Санта-Марина, в 1818 році його рештки було перенесено до собор Санті-Джованні е Паоло.